# Motorheart
Motorheart è il settimo album in studio del gruppo hard rock britannico The Darkness. È stato pubblicato il 19 novembre 2021 tramite Cooking Vinyl.

## Sfondo
Il 4 giugno 2021, la band ha annunciato che avrebbe pubblicato il nuovo album Motorheart a ottobre. L'album è stato finalmente pubblicato il 19 novembre 2021. Nell'annuncio è stata rivelata anche la copertina dell'album. Il primo singolo, Motorheart, è stato pubblicato nell'agosto 2021. Insieme all'uscita dell'album, la band ha annunciato un ampio elenco di date del tour nel Regno Unito tra novembre e dicembre a sostegno dell'uscita dell'album.
L'album ha ricevuto un'accoglienza generalmente favorevole, con un punteggio di 70 su 100 sull'aggregatore di recensioni Metacritic da cinque recensioni di critici.

## Tracce
1. Welcome Tae Glasgae – 2:49
2. It's Love, Jim – 3:23
3. Motorheart – 4:59
4. The Power and the Glory of Love – 3:58
5. Jussy's Girl – 4:09
6. Sticky Situations – 4:18
7. Nobody Can See Me Cry – 3:16
8. Eastbound – 3:36
9. Speed of the Nite Time – 4:52